# Jono Manson
Jonathan Manson (New York, 19 aprile 1961) è un cantautore, compositore e produttore discografico statunitense.

## Biografia
Formò nel 1981 con Simon Chardiet il gruppo di Joey Miserable and the Worms diventati in seguito The Worms.
Negli anni ottanta partecipò a progetti paralleli come The Mighty Sweetones e The Dogs oltre come session man in altri gruppo locali, fondò anche un suo studio di registrazione.
Nel 1993 si trasferì in Nuovo Messico, due anni dopo pubblicò Almost Home per la A&M Records. Nel 1997 partecipò al tour H.O.R.D.E che vide la presenza di artisti come Shery Crow, Dave Matthews, Taj Mahal.
Nel 1998 pubblicò Little Big Man prodotto da Eric Ambel per Paradigm Records, sempre in quell'anno il suo album in precedenza autoprodotto One Horse Town fu pubblicato dall'italiana Club de Musique che lo fece conoscere in Europa.
Nel 2007 ha prodotto l'album di debutto della cantautrice Momo, Il giocoliere.
Nel 2009 realizza un album insieme a Massimo Bubola, Massimiliano Larocca e Andrea Parodi, con la denominazione Barnetti Bros Band, intitolato Chupadero! (dalla città del Nuovo Messico in cui vive il cantautore newyorkese ed in cui l'album è stato registrato).
Nel 2011 partecipa - per la fase di mixaggio - al disco Mrs Love Revolution dei Mojo Filter

## Discografia

### Come Joey Misarable and the Worms
- 1985 - Joey Misarable and the Worms
- 1986 - Hanging out for your Love

### Come Jono Manson Band
- 1995 - Almost Home

### Jono Manson and The Mighty Sweetones
- 1991 - Move Along

### Con i Whateverly Brothers
- 2001 - Global Toast

### Come Jono Manson
Album in studio
- 1994 - One Horse Town
- 1996 - Black Blue Jeans
- 1998 - Little Big Man
- 2000 - Live your Love
- 2001 - Under the Stone
- 2003 - Gamblers (con Paolo Bonfanti)
- 2007 - Summertime
- 2008 - November
- 2009 - Chupadero! (con la Barnetti Bros Band)
- 2014 -  Angels On The Other Side
- 2016 - The Slight Variations

Live
- 1996 - Live at the Cowgirl Hall of Fame